# Donna Arkoff Roth
Donna Arkoff Roth (* 19. Oktober 1951) ist eine US-amerikanische Filmproduzentin.

## Leben
Roth ist die Tochter des Produzenten Samuel Z. Arkoff und von Hilda Rusoff. Sie produzierte Filme wie 30 über Nacht, Ein Mann – ein Mord und Benny & Joon.

## Filmografie
- 1993: Benny & Joon
- 1995: Entfesselte Helden (Unstrung Heroes)
- 1997: Ein Mann – ein Mord (Grosse Pointe Blank)
- 1999: Auf die stürmische Art (Forces of Nature)
- 1999: Das Geisterschloss (The Haunting)
- 2001: America’s Sweethearts
- 2004: 30 über Nacht (13 Going on 30)
- 2008: Drillbit Taylor – Ein Mann für alle Unfälle (Drillbit Taylor)